# Scientiae thesaurus mirabilis
Scientiae thesaurus mirabilis, conhecido por antonomásia como o "Documento Precioso", é o diploma régio emitido por D. Dinis em 1 de março de 1290, que estabelece em Portugal um   studium generale, que viria mais tarde a ser a Universidade de Coimbra. A aprovação da fundação régia viria a ser confirmada por bula pontifícia do Papa Nicolau IV, De statu regni Portugaliæ, datada de Orvieto em 9 de agosto de 1290.
O documento foi descoberto no início do século XX no arquivo do Cabido da Sé de Viseu, pelo Deão António Marques de Figueiredo, que o doou sigilosamente à Universidade de Coimbra por intermédio de António de Vasconcelos, à altura diretor do Arquivo da Universidade. O documento foi publicamente apresentado por Vasconcelos em 1912.
A proveniência do documento, descrito apenas por Vasconcelos como tendo estado "escondido num pulverulento armário de castanho dum arquivo familiar" pelo dever de sigilo perante quem lhe revelara a existência do documento, foi revelada apenas em 1944, pelo Bispo de Viseu, D. José da Cruz Moreira Pinto, em artigo publicado no Jornal da Beira.

## Documento
UNIVERSIS AD QUOS PRESENTES LITTERE PERVENERINT DIONISIOUS DEI GRATIA REX PORTUGALIE ET ALGARBII SALUTEM

Scientie thesaurus mirabilis qui dum plus dispergitur incrementum maioris suscipit ubertatis mundum spiritualiter et temporaliter dignoscitur illustrare quoniam per ejus adquisitionem nos omnes catolici Deum creatorem nostrum cognoscimus et in eiusdem filii Domini Nostri Ihesu Christi, nomine fidem catolicam amplexamur cum etiam nobis ipsius ministris ac alijs principibus a subditis obeditur ex quorum obedientia vita ipsorum ministerio iusticie tradite per ipsam scientiam informatur hanc itaque ut cum propheta loquamur pectiimus a Domino hanc requiremus ut in domo Domini habitemos ejus autem precioso thesauro cupientes regna nostra ditare apud Ulixbonensem civitatem regiam ad honorem Dei et beatissime Virginis matris Eius necnon beati martiris Vincentii cujus sanctissimo corpore dicta civitas decoratur generale studium duximus ordinandum quod non solum copia doctorum in omni arte munimus sed etiam multis privilegiis roboramus verum quia relatione quorumdam intelleximus non nullos ex variis partibus ad dictum nostrum studium accessuros si ibidem corporum et rerum securitate gauderent nos ipsum volentes bonis conditionibus ampliare omnibus ibidem studentibus vel in posterum studere volentibus plenam securitatem presentibus pollicemur nec ipsos per aliquem vel aliquos quantecumque dignitatis existant permittemus offendi sed eos ab injuriis et violentiis curabimus largiente Domino deffensare accedentes autem ibidem nos in suis oportunitatibus invenient taliter graciosos quod se possint et debeant de regie celsitudinis favore multiplici non immerito comendare.

Datum Leyrene prima die martii. Rege mandante Alfonsus Martini notavit. Era milesima trecentesima vicesima octava.

Alma Mater Conimbrigensis 1290–1990: 7.º Centenário da Universidade de Coimbra. Coimbra: Arquivo da Universidade, 1990
Aposto ao documento, em pergaminho, está suspenso por um trancelim de fios entrelaçados de cor azul e branca um selo pendente, em cera, que atesta a sua autenticidade; no anverso, figura uma efígie equestre do rei D. Dinis (embora haja mutilações que fizeram desaparecer parte da representação régia), e no reverso, uma representação do escudo de armas, sendo visíveis a bordadura carregada de catorze castelos (embora os da parte inferior já não sejam visíveis pela perda do suporte) e cinco escudetes, com besantes, já com pouco relevo.